# Protelbella
Protelbella este un gen de fluturi din familia Hesperiidae. Genul este monotipic și conține o singură specie, Protelbella alburna, care este întâlnită în Brazilia și Peru.